# Fissidentalium levii
Fissidentalium levii är en blötdjursart som beskrevs av Victor Scarabino 1995. Fissidentalium levii ingår i släktet Fissidentalium och familjen Dentaliidae. Inga underarter finns listade i Catalogue of Life.